# Lista de filmes de super-heróis de maior bilheteria

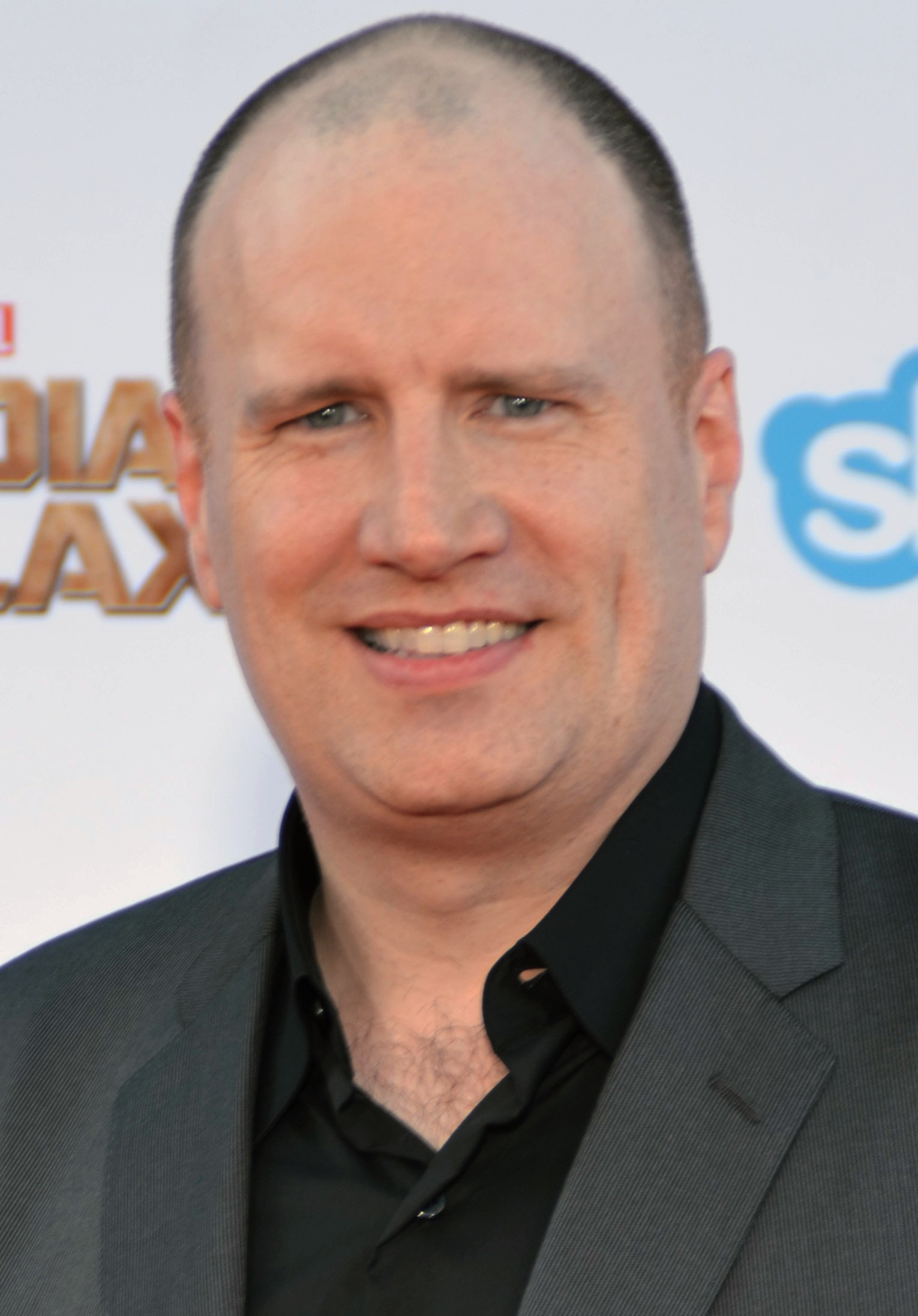
Nove dos dez filmes de super-heróis de maior bilheteria foram produzidos pela Marvel Studios, nomeadamente por
Kevin Feige (na imagem).

Abaixo segue uma lista de filmes de super-heróis de maior bilheteria de todos os tempos, as franquias de super-heróis de maiores bilheterias e os fins de semana de abertura mundial de maiores bilheterias de filmes de super-heróis. Os números não estão ajustados pela inflação.
O gênero de filmes de super-heróis recebeu grande interesse do público a partir da década de 1960, inicialmente com a adaptação ao cinema de Batman, filme produzido pela DC Comics. As décadas de 1970 e 1980 também foram dominadas pela DC, principalmente com os quatro filmes baseados no Superman. Na década de 1990, a DC voltou a dominar as bilheterias com filmes do Batman, mas dessa vez com a concorrência da trilogia das Tartarugas Ninja, produzida pela Mirage Studios, que esteve durante três anos no topo das bilheterias.
Durante o início do século XXI, os filmes baseados nos quadrinhos da Marvel, como Homem-Aranha e X-Men, dominaram as bilheterias mundiais da década de 2000, perdendo apenas duas vezes para Batman, em 2005 e 2008. A partir de 2009, a Marvel começou a monopolizar as bilheterias mundiais, principalmente com os filmes do Universo Cinematográfico Marvel (UCM), sendo que, além de dominar toda a década de 2010 com os maiores filmes em bilheteria mundial de cada ano, em 2019 conseguiu o filme de maior faturamento da história com Avengers: Endgame, filme dirigido pelos irmãos Russo, com uma bilheteria de mais de 2.79 bilhões de dólares, superando Avatar.
A popularidade desse gênero de filmes tornou-se tão grande que 27 dos 100 filmes de maior bilheteria de todos os tempos são filmes de super-heróis, sendo que 16 desses já ultrapassaram a marca de 1 bilhão de dólares.

## Maiores bilheterias mundiais
Os sete primeiros filmes de super-heróis de maior bilheteria e nove dos dez filmes de super-heróis de maior bilheteria foram produzidos pela Marvel Studios, dentro do Universo Cinematográfico Marvel (UCM). Os quatro filmes dos Vingadores (The Avengers, Age of Ultron, Infinity War e Endgame) fazem parte dos cinco filmes de super-heróis de maior bilheteria de todos os tempos; Infinity War e Endgame são os dois únicos filmes de super-heróis a ultrapassar uma receita global de 2 bilhões de dólares em todo o mundo, com Avengers: Endgame tornando-se na época o filme de maior bilheteria de todos os tempos. A maioria dos filmes desta lista são adaptações da Marvel ou da DC Comics, porém há quatro filmes que não são adaptações de quadrinhos, sendo eles: The Incredibles e Incredibles 2, da Pixar, Matrix Reloaded, da Warner, e Hancock, da Vincent Ngo. Dos 34 filmes do UCM, dez não estão entre os 50 maiores faturamentos, e ainda assim todos arrecadaram mais de 200 milhões de dólares. Dos 15 filmes do Universo Estendido DC (UEDC), nove não estão na lista.
| Ranking | Filme                                       | Receita mundial (US$) | Ano  | Super-herói(s)        | Produção    | Ref.          |
| ------- | ------------------------------------------- | --------------------- | ---- | --------------------- | ----------- | ------------- |
| 1       | Avengers: Endgame                           | 2.799.439.100         | 2019 | Vingadores            | Marvel      | [ 4 ]         |
| 2       | Avengers: Infinity War                      | 2.048.359.754         | 2018 | Vingadores            | Marvel      | [ 5 ]         |
| 3       | Spider-Man: No Way Home                     | 1.921.847.111         | 2021 | Homem-Aranha          | Marvel      | [ 6 ]         |
| 4       | The Avengers                                | 1.518.812.988         | 2012 | Vingadores            | Marvel      | [ 7 ]         |
| 5       | Avengers: Age of Ultron                     | 1.405.403.694         | 2015 | Vingadores            | Marvel      | [ 8 ]         |
| 6       | Black Panther                               | 1.346.913.161         | 2018 | Pantera Negra         | Marvel      | [ 9 ]         |
| 7       | Deadpool & Wolverine                        | 1.338.073.645         | 2024 | Deadpool e Wolverine  | Marvel      | [ 10 ]        |
| 8       | Incredibles 2                               | 1.242.805.359         | 2018 | Os Incríveis          | Pixar       | [ 11 ]        |
| 9       | Iron Man 3                                  | 1.214.811.252         | 2013 | Homem de Ferro        | Marvel      | [ 12 ]        |
| 10      | Captain America: Civil War                  | 1.153.304.495         | 2016 | Capitão América       | Marvel      | [ 13 ]        |
| 11      | Aquaman                                     | 1.148.161.807         | 2018 | Aquaman               | DC          | [ 14 ]        |
| 12      | Spider-Man: Far From Home                   | 1.131.927.996         | 2019 | Homem-Aranha          | Marvel      | [ 15 ]        |
| 13      | Captain Marvel                              | 1.128.274.794         | 2019 | Capitã Marvel         | Marvel      | [ 16 ]        |
| 14      | The Dark Knight Rises                       | 1.081.041.287         | 2012 | Batman                | DC          | [ 17 ]        |
| 15      | Joker                                       | 1.074.251.311         | 2019 | Coringa               | DC          | [ 18 ]        |
| 16      | The Dark Knight                             | 1.004.558.444         | 2008 | Batman                | DC          | [ 19 ]        |
| 17      | Doctor Strange in the Multiverse of Madness | 955.775.804           | 2022 | Doutor Estranho       | Marvel      | [ 20 ]        |
| 18      | Spider-Man 3                                | 890.871.626           | 2007 | Homem-Aranha          | Marvel      | [ 21 ]        |
| 19      | Spider-Man: Homecoming                      | 880.166.924           | 2017 | Homem-Aranha          | Marvel      | [ 22 ]        |
| 20      | Batman v Superman: Dawn of Justice          | 873.634.919           | 2016 | Batman e Super-Homem  | DC          | [ 23 ]        |
| 21      | Guardians of the Galaxy Vol. 2              | 863.756.051           | 2017 | Guardiões da Galáxia  | Marvel      | [ 24 ]        |
| 22      | Black Panther: Wakanda Forever              | 859.208.836           | 2022 | Pantera Negra         | Marvel      | [ 25 ]        |
| 23      | Venom                                       | 856.085.151           | 2018 | Venom                 | Marvel      | [ 26 ]        |
| 24      | Thor: Ragnarok                              | 853.977.126           | 2017 | Thor                  | Marvel      | [ 27 ]        |
| 25      | Guardians of the Galaxy Vol. 3              | 845.555.777           | 2023 | Guardiões da Galáxia  | Marvel      | [ 28 ] [ 29 ] |
| 26      | Spider-Man                                  | 825.802.095           | 2002 | Homem-Aranha          | Marvel      | [ 30 ]        |
| 27      | Wonder Woman                                | 822.963.408           | 2017 | Mulher-Maravilha      | DC          | [ 31 ]        |
| 28      | Deadpool 2                                  | 785.046.920           | 2018 | Deadpool              | Marvel      | [ 32 ]        |
| 29      | Spider-Man 2                                | 783.766.341           | 2004 | Homem-Aranha          | Marvel      | [ 33 ]        |
| 30      | Deadpool                                    | 783.112.979           | 2016 | Deadpool              | Marvel      | [ 34 ]        |
| 31      | Guardians of the Galaxy                     | 772.776.600           | 2014 | Guardiões da Galáxia  | Marvel      | [ 35 ]        |
| 32      | The Batman                                  | 770.836.163           | 2022 | Batman                | DC          | [ 36 ]        |
| 33      | Thor: Love and Thunder                      | 760.928.081           | 2022 | Thor                  | Marvel      | [ 37 ]        |
| 34      | The Amazing Spider-Man                      | 757.930.663           | 2012 | Homem-Aranha          | Marvel      | [ 38 ]        |
| 35      | Suicide Squad                               | 746.846.894           | 2016 | Esquadrão Suicida     | DC          | [ 39 ]        |
| 36      | X-Men: Days of Future Past                  | 746.045.700           | 2014 | X-Men                 | Marvel      | [ 40 ]        |
| 37      | Matrix Reloaded                             | 739.412.035           | 2003 | Neo                   | Warner      | [ 41 ]        |
| 38      | Captain America: The Winter Soldier         | 714.264.267           | 2014 | Capitão América       | Marvel      | [ 42 ]        |
| 39      | The Amazing Spider-Man 2                    | 708.982.323           | 2014 | Homem-Aranha          | Marvel      | [ 43 ]        |
| 40      | Spider-Man: Across the Spider-Verse         | 690.615.475           | 2023 | Miles Morales         | Marvel      | [ 44 ]        |
| 41      | Doctor Strange                              | 677.718.395           | 2016 | Doutor Estranho       | Marvel      | [ 45 ]        |
| 42      | Man of Steel                                | 668.045.518           | 2013 | Super-Homem           | DC          | [ 46 ]        |
| 43      | Justice League                              | 657.924.295           | 2017 | Liga da Justiça       | DC          | [ 47 ]        |
| 44      | Big Hero 6                                  | 657.818.612           | 2014 | Big Hero 6            | Marvel      | [ 48 ]        |
| 45      | Thor: The Dark World                        | 644.571.402           | 2013 | Thor                  | Marvel      | [ 49 ]        |
| 46      | The Incredibles                             | 633.019.734           | 2004 | Os Incríveis          | Pixar       | [ 50 ]        |
| 47      | Hancock                                     | 624.386.746           | 2008 | Hancock               | Vincent Ngo | [ 51 ]        |
| 48      | Iron Man 2                                  | 623.933.331           | 2010 | Homem de Ferro        | Marvel      | [ 52 ]        |
| 49      | Ant-Man and the Wasp                        | 622.674.139           | 2018 | Homem-Formiga e Vespa | Marvel      | [ 53 ]        |
| 50      | Logan                                       | 619.021.436           | 2017 | Wolverine             | Marvel      | [ 54 ]        |

## Franquias de maiores bilheterias mundiais
Esta é uma lista das franquias de filmes de super-heróis de maiores bilheterias mundiais. O Universo Cinematográfico Marvel (UCM) é tanto a franquia de filmes de super-heróis de maior bilheteria, como também a franquia de filmes de maior bilheteria de todos os tempos. O Universo Estendido da DC (UEDC) aparece em quinto aqui e em oitavo no geral. A franquia The Incredibles é a nona franquia de animação de maior bilheteria e a décima quinta franquia de super-heróis de maior bilheteria.
Uma franquia deve ter pelo menos dois filmes. Caso contrário, os filmes individuais como Aquaman, Captain Marvel e Justice League estariam na lista.

## Fins de semana de abertura mundial de maiores bilheterias
A lista a seguir mostra os filmes das 50 maiores estreias mundiais. Como os filmes não abrem às sextas-feiras em muitos mercados, a "abertura" é considerada o valor bruto entre o primeiro dia de lançamento e o primeiro domingo após o lançamento do filme. Números anteriores ao ano de 2002 não estão disponíveis. 15 dos 16 maiores fins de semana de abertura mundial são da Marvel.
Uma vez que muitos filmes estadunidenses não abrem em todos os mercados ao mesmo tempo, o valor bruto de "abertura" varia dependendo de quando foi lançado no mercado Estados Unidos–Canadá. Por exemplo, para filmes como Captain Marvel e Batman v Superman: Dawn of Justice, que estreou no mercado Estados Unidos–Canadá e na maioria dos outros grandes mercados durante o mesmo fim de semana, a "abertura" é o total bruto do filme durante esse fim de semana. Por outro lado, para filmes como Avengers: Age of Ultron e Captain America: Civil War, que estrearam em vários mercados uma semana antes de seus respectivos lançamentos no mercado Estados Unidos–Canadá, a "abertura" é a soma das receitas de abertura nos mercados onde foram lançados primeiro e a abertura no mercado Estados Unidos–Canadá. Neste último caso, as receitas de abertura dos territórios após a abertura inicial no exterior não são incluídas na "abertura" do filme. Em todos os casos, se um filme estrear em um mercado após seu lançamento no mercado dos Estados Unidos–Canadá, essa abertura não está incluída na "abertura" do filme.
| Ranking | Filme                                       | Receita (em milhões de US$) | Ano  | Super-herói(s)        | Produção    | Ref.          |
| ------- | ------------------------------------------- | --------------------------- | ---- | --------------------- | ----------- | ------------- |
| 1       | Avengers: Endgame                           | 1,223.6                     | 2019 | Vingadores            | Marvel      | [ 56 ]        |
| 2       | Avengers: Infinity War                      | 640.5                       | 2018 | Vingadores            | Marvel      | [ 57 ]        |
| 3       | Spider-Man: No Way Home                     | 600.9                       | 2021 | Homem-Aranha          | Marvel      | [ 6 ]         |
| 4       | Captain Marvel                              | 456.7                       | 2019 | Capitã Marvel         | Marvel      | [ 58 ]        |
| 5       | Doctor Strange in the Multiverse of Madness | 450                         | 2022 | Doutor Estranho       | Marvel      | [ 59 ]        |
| 6       | Deadpool & Wolverine                        | 444.1                       | 2024 | Deadpool e Wolverine  | Marvel      | [ 60 ] [ 10 ] |
| 7       | Batman v Superman: Dawn of Justice          | 422.5                       | 2016 | Batman/Super-Homem    | DC          | [ 61 ]        |
| 8       | The Avengers                                | 392.5                       | 2012 | Vingadores            | Marvel      | [ 62 ]        |
| 9       | Avengers: Age of Ultron                     | 392.4                       | 2015 | Vingadores            | Marvel      | [ 63 ]        |
| 10      | Spider-Man 3                                | 381.7                       | 2007 | Homem-Aranha          | Marvel      | [ 64 ]        |
| 11      | Captain America: Civil War                  | 379.5                       | 2016 | Capitão América       | Marvel      | [ 65 ]        |
| 12      | Iron Man 3                                  | 372.5                       | 2013 | Homem de Ferro        | Marvel      | [ 66 ]        |
| 13      | Black Panther                               | 371.4                       | 2018 | Pantera Negra         | Marvel      | [ 67 ]        |
| 14      | Thor: Love and Thunder                      | 303.3                       | 2022 | Thor                  | Marvel      | [ 68 ]        |
| 15      | Deadpool 2                                  | 300.4                       | 2018 | Deadpool              | Marvel      | [ 69 ]        |
| 16      | Spider-Man: Far From Home                   | 295.8                       | 2019 | Homem-Aranha          | Marvel      | [ 70 ]        |
| 17      | Guardians of the Galaxy Vol. 3              | 290                         | 2023 | Guardiões da Galáxia  | Marvel      | [ 71 ]        |
| 18      | Justice League                              | 278.8                       | 2017 | Liga da Justiça       | DC          | [ 72 ]        |
| 19      | Suicide Squad                               | 267                         | 2016 | Esquadrão Suicida     | DC          | [ 73 ]        |
| 20      | Deadpool                                    | 264.7                       | 2016 | Deadpool              | Marvel      | [ 74 ]        |
| 21      | X-Men: Days of Future Past                  | 262.9                       | 2014 | X-Men                 | Marvel      | [ 75 ]        |
| 22      | Spider-Man: Homecoming                      | 256.5                       | 2017 | Homem-Aranha          | Marvel      | [ 76 ]        |
| 23      | Guardians of the Galaxy Vol. 2              | 252.5                       | 2017 | Guardiões da Galáxia  | Marvel      | [ 77 ]        |
| 24      | The Dark Knight Rises                       | 248.9                       | 2012 | Batman                | DC          | [ 78 ]        |
| 25      | Joker                                       | 248.4                       | 2019 | Coringa               | DC          | [ 79 ]        |
| 26      | Logan                                       | 247.4                       | 2017 | Wolverine             | Marvel      | [ 80 ]        |
| 27      | Incredibles 2                               | 235.8                       | 2018 | Os Incríveis          | Pixar       | [ 81 ]        |
| 28      | Thor: Ragnarok                              | 231.8                       | 2017 | Thor                  | Marvel      | [ 82 ]        |
| 29      | Wonder Woman                                | 228.3                       | 2017 | Mulher-Maravilha      | DC          | [ 83 ]        |
| 30      | Ant-Man and the Wasp: Quantumania           | 225                         | 2023 | Homem-Formiga e Vespa | Marvel      | [ 84 ]        |
| 31      | Iron Man 2                                  | 220.8                       | 2010 | Homem de Ferro        | Marvel      | [ 85 ]        |
| 32      | Spider-Man: Across the Spider-Verse         | 208.5                       | 2023 | Miles Morales         | Marvel      | [ 86 ]        |
| 33      | Venom                                       | 207.4                       | 2018 | Venom                 | Marvel      | [ 87 ]        |
| 34      | Man of Steel                                | 202                         | 2013 | Super-Homem           | DC          | [ 88 ]        |
| 35      | Iron Man                                    | 201.2                       | 2008 | Homem de Ferro        | Marvel      | [ 89 ]        |
| 36      | The Dark Knight                             | 199.7                       | 2008 | Batman                | DC          | [ 90 ]        |
| 37      | Thor: The Dark World                        | 195.1                       | 2013 | Thor                  | Marvel      | [ 91 ]        |
| 38      | Captain America: Brave New World            | 192.4                       | 2025 | Capitão América       | Marvel      | [ 92 ]        |
| 39      | Spider-Man 2                                | 189.4                       | 2004 | Homem-Aranha          | Marvel      | [ 93 ]        |
| 40      | The Amazing Spider-Man                      | 188.2                       | 2012 | Homem-Aranha          | Marvel      | [ 94 ]        |
| 41      | Hancock                                     | 182.5                       | 2008 | Hancock               | Vincent Ngo | [ 95 ]        |
| 42      | X-Men: The Last Stand                       | 179                         | 2006 | X-Men                 | Marvel      | [ 96 ]        |
| 43      | Doctor Strange                              | 172.8                       | 2016 | Doutor Estranho       | Marvel      | [ 97 ]        |
| 44      | Captain America: The Winter Soldier         | 170.2                       | 2014 | Capitão América       | Marvel      | [ 98 ]        |
| 45      | Aquaman                                     | 166.8                       | 2018 | Aquaman               | DC          | [ 99 ]        |
| 46      | X-Men: Apocalypse                           | 166.6                       | 2016 | X-Men                 | Marvel      | [ 100 ]       |
| 47      | Ant-Man and the Wasp                        | 161.7                       | 2018 | Homem-Formiga e Vespa | Marvel      | [ 101 ]       |
| 48      | Eternals                                    | 161.7                       | 2021 | Eternos               | Marvel      | [ 102 ]       |
| 49      | Guardians of the Galaxy                     | 160.7                       | 2014 | Guardiões da Galáxia  | Marvel      | [ 103 ]       |
| 50      | Shazam!                                     | 159.1                       | 2019 | Capitão Marvel        | DC          | [ 104 ]       |

## Linha do tempo dos filmes de maiores bilheterias mundiais
Desde 1966, dez filmes quebraram o recorde de filme de super-herói de maior bilheteria. Batman e Vingadores detêm o recorde três vezes cada, e o Homem-Aranha o detém duas vezes. Os filmes baseados nas propriedades da Marvel Comics detêm o recorde cinco vezes e os filmes baseados na DC o detêm quatro vezes.
| Título                 | Ano  | Receita recorde (US$) | Super-herói(s) | Produção | Ref.            |
| ---------------------- | ---- | --------------------- | -------------- | -------- | --------------- |
| Batman The Movie       | 1966 | 3.900.000             | Batman         | DC       | [ nota 9 ]      |
| Superman               | 1978 | 300.451.603           | Super-Homem    | DC       | [ 108 ]         |
| Batman                 | 1989 | 411.348.924           | Batman         | DC       | [ 109 ]         |
| Matrix                 | 1999 | 467.222.728           | Neo            | Warner   | [ 110 ] [ 111 ] |
| Spider-Man             | 2002 | 821.708.551           | Homem-Aranha   | Marvel   | [ 30 ]          |
| Spider-Man 3           | 2007 | 890.871.626           | Homem-Aranha   | Marvel   | [ 21 ]          |
| The Dark Knight        | 2008 | 1.004.558.444         | Batman         | DC       | [ 112 ]         |
| The Avengers           | 2012 | 1.518.812.988         | Vingadores     | Marvel   | [ 113 ]         |
| Avengers: Infinity War | 2018 | 2.048.359.754         | Vingadores     | Marvel   | [ 114 ]         |
| Avengers: Endgame      | 2019 | 2.797.800.564         | Vingadores     | Marvel   | [ 115 ]         |

## Linha do tempo dos fins de semana de abertura mundial de maiores bilheterias
Desde 1978, 14 filmes quebraram o recorde de maior bilheteria mundial no fim de semana de abertura de um filme de super-herói. Oito dos filmes são da Marvel Comics, enquanto Batman detém o recorde quatro vezes e Vingadores o detém três vezes.
| Título                             | Ano  | Receita recorde (em milhões de US$) | Super-herói(s)     | Produção | Ref.    |
| ---------------------------------- | ---- | ----------------------------------- | ------------------ | -------- | ------- |
| Superman                           | 1978 | 7.5                                 | Super-Homem        | DC       | [ 116 ] |
| Superman II                        | 1981 | 14.1                                | Super-Homem        | DC       | [ 117 ] |
| Batman                             | 1989 | 40.5                                | Batman             | DC       | [ 118 ] |
| Batman Returns                     | 1992 | 45.7                                | Batman             | DC       | [ 119 ] |
| Batman Forever                     | 1995 | 52.5                                | Batman             | DC       | [ 120 ] |
| X-Men                              | 2000 | 54.5                                | X-Men              | Marvel   | [ 121 ] |
| Spider-Man                         | 2002 | 125.9                               | Homem-Aranha       | Marvel   | [ 122 ] |
| X-Men 2                            | 2003 | 154.8                               | X-Men              | Marvel   | [ 123 ] |
| Spider-Man 2                       | 2004 | 189.4                               | Homem-Aranha       | Marvel   | [ 124 ] |
| Spider-Man 3                       | 2007 | 381.7                               | Homem-Aranha       | Marvel   | [ 125 ] |
| The Avengers                       | 2012 | 392.5                               | Vingadores         | Marvel   | [ 113 ] |
| Batman v Superman: Dawn of Justice | 2016 | 422.5                               | Batman/Super-Homem | DC       | [ 126 ] |
| Avengers: Infinity War             | 2018 | 640.5                               | Vingadores         | Marvel   | [ 114 ] |
| Avengers: Endgame                  | 2019 | 1,223.6                             | Vingadores         | Marvel   | [ 127 ] |

## Maiores bilheterias mundiais por ano
A seguir, é apresentada uma lista de filmes de super-heróis de maior bilheteria por ano, desde 1966 (alguns anos não tiveram filmes de super-heróis). Batman alcançou o topo por sete anos, o máximo de vezes para qualquer super-herói. O Universo Cinematográfico Marvel alcançou o topo por quinze anos (incluindo todos os anos da década de 2010, e de 2021 a 2025), o máximo de vezes para uma franquia. Os filmes baseados na Marvel Comics alcançaram o topo por 20 anos, o máximo de vezes para uma companhia produtora.
| Ano  | Filme                                       | Receita mundial (US$) | Super-herói(s)       | Produção             | Ref.                    |
| ---- | ------------------------------------------- | --------------------- | -------------------- | -------------------- | ----------------------- |
| 2025 | Captain America: Brave New World            | 403.037.129           | Capitão América      | Marvel               | [ 92 ]                  |
| 2024 | Deadpool & Wolverine                        | 1.338.073.645         | Deadpool & Wolverine | Marvel               | [ 10 ]                  |
| 2023 | Guardians of the Galaxy Vol. 3              | 845.555.777           | Guardiões da Galáxia | Marvel               | [ 28 ] [ 29 ]           |
| 2022 | Doctor Strange in the Multiverse of Madness | 955.775.804           | Doutor Estranho      | Marvel               | [ 20 ]                  |
| 2021 | Spider-Man: No Way Home                     | 1.916.306.995         | Homem-Aranha         | Marvel               | [ 128 ]                 |
| 2020 | Sonic - O Filme                             | 319.715.683           | Sonic The Hedgehog   | Sega                 | [ 129 ]                 |
| 2019 | Avengers: Endgame                           | 2.797.800.564         | Vingadores           | Marvel               | [ 130 ]                 |
| 2018 | Avengers: Infinity War                      | 2.048.359.754         | Vingadores           | Marvel               | [ 131 ]                 |
| 2017 | Spider-Man: Homecoming                      | 880.166.924           | Homem-Aranha         | Marvel               | [ 132 ]                 |
| 2016 | Captain America: Civil War                  | 1.153.304.495         | Capitão América      | Marvel               | [ 133 ]                 |
| 2015 | Avengers: Age of Ultron                     | 1.405.403.694         | Vingadores           | Marvel               | [ 134 ]                 |
| 2014 | Guardians of the Galaxy                     | 773.328.629           | Guardiões da Galáxia | Marvel               | [ 135 ]                 |
| 2013 | Iron Man 3                                  | 1.214.811.252         | Homem de Ferro       | Marvel               | [ 136 ]                 |
| 2012 | The Avengers                                | 1.518.812.988         | Vingadores           | Marvel               | [ 137 ]                 |
| 2011 | Thor                                        | 449.326.618           | Thor                 | Marvel               | [ 138 ]                 |
| 2010 | Iron Man 2                                  | 623.933.331           | Homem de Ferro       | Marvel               | [ 139 ]                 |
| 2009 | X-Men Origins: Wolverine                    | 373.062.864           | Wolverine            | Marvel               | [ 140 ]                 |
| 2008 | The Dark Knight                             | 1.004.934.033         | Batman               | DC                   | [ 141 ]                 |
| 2007 | Spider-Man 3                                | 890.871.626           | Homem-Aranha         | Marvel               | [ 142 ]                 |
| 2006 | X-Men: The Last Stand                       | 459.359.555           | X-Men                | Marvel               | [ 143 ]                 |
| 2005 | Batman Begins                               | 374.218.673           | Batman               | DC                   | [ 144 ]                 |
| 2004 | Spider-Man 2                                | 783.766.341           | Homem-Aranha         | Marvel               | [ 145 ]                 |
| 2003 | Matrix Reloaded                             | 739.412.035           | Neo                  | Warner               | [ 41 ]                  |
| 2002 | Spider-Man                                  | 821.708.551           | Homem-Aranha         | Marvel               | [ 146 ]                 |
| 2001 | Kamen Rider Agito: Project G4               | 10.300.000            | Kamen Rider          | Toei                 | [ 147 ] [ 148 ]         |
| 2000 | X-Men                                       | 296.339.527           | X-Men                | Marvel               | [ 149 ]                 |
| 1999 | Matrix                                      | 467.222.728           | Neo                  | Warner               | [ 110 ] [ 111 ]         |
| 1998 | The Mask of Zorro                           | 250.288.523           | Zorro                | Popular Publications | [ 150 ]                 |
| 1997 | Batman and Robin                            | 238.207.122           | Batman               | DC                   | [ 151 ]                 |
| 1996 | The Crow: City of Angels                    | 17.917.287            | O Corvo              | Caliber              | [ 152 ]                 |
| 1995 | Batman Forever                              | 336.529.144           | Batman               | DC                   | [ 153 ]                 |
| 1994 | The Crow                                    | 50.693.129            | O Corvo              | Caliber              | [ 154 ]                 |
| 1993 | Teenage Mutant Ninja Turtles III            | 42.273.609            | Tartarugas Ninja     | Mirage               | [ 155 ]                 |
| 1992 | Batman Returns                              | 266.822.354           | Batman               | DC                   | [ 156 ]                 |
| 1991 | Teenage Mutant Ninja Turtles II             | 78,656,813            | Tartarugas Ninja     | Mirage               | [ 157 ]                 |
| 1990 | Teenage Mutant Ninja Turtles                | 201.965.915           | Tartarugas Ninja     | Mirage               | [ 158 ]                 |
| 1989 | Batman                                      | 411.348.924           | Batman               | DC                   | [ 159 ]                 |
| 1988 | Dragon Ball: Mystical Adventure             | 26.214.846            | Goku                 | Shueisha             | [ 160 ] [ 161 ]         |
| 1987 | Superman IV: The Quest for Peace            | 15.681.020            | Super-Homem          | DC                   | [ 162 ]                 |
| 1986 | Howard the Duck                             | 37.962.774            | Howard, o Pato       | Marvel               | [ 163 ]                 |
| 1985 | Red Sonja                                   | 6.948.633             | Red Sonja            | Marvel               | [ 164 ]                 |
| 1984 | Conan the Destroyer                         | 31.042.035            | Conan                | Weird Tales/Marvel   | [ 165 ]                 |
| 1983 | Superman III                                | 59.950.623            | Super-Homem          | DC                   | [ 166 ]                 |
| 1982 | Conan the Barbarian                         | 79.114.085            | Conan                | Weird Tales/Marvel   | [ 167 ]                 |
| 1981 | Superman II                                 | 108.185.706           | Super-Homem          | DC                   | [ 168 ]                 |
| 1980 | Flash Gordon                                | 27.107.960            | Flash Gordon         | King Features        | [ 169 ]                 |
| 1978 | Superman The Movie                          | 300.218.018           | Super-Homem          | DC                   | [ 170 ]                 |
| 1966 | Batman The Movie                            | 3.900.000             | Batman               | DC                   | [ 107 ] [ 105 ] [ 106 ] |

## Filmes de super-heróis por ingressos vendidos
Os filmes devem ter vendido pelo menos 40 milhões de ingressos para serem listados aqui. O Universo Cinematográfico Marvel contém o maior número de entradas na lista, com quatro filmes no total. A série Avengers é a próxima, com três filmes na lista. No total, seis dos onze filmes abaixo são baseados na Marvel Comics.
| Filme                  | Ano  | Vendas de ingressos conhecidas (est.) | Territórios com dados de vendas de ingressos conhecidos                              | Super-herói(s) | Produção | Ref.        |
| ---------------------- | ---- | ------------------------------------- | ------------------------------------------------------------------------------------ | -------------- | -------- | ----------- |
| Avengers: Endgame      | 2019 | 298.658.295                           | Estados Unidos, Canadá, China, Europa, Índia, Brasil, Coreia do Sul, Japão, Portugal | Vingadores     | Marvel   | [ nota 11 ] |
| Avengers: Infinity War | 2018 | 210.856.433                           | Estados Unidos, Canadá, Europa, Marrocos, China, Índia, Coreia do Sul, Japão         | Vingadores     | Marvel   | [ nota 12 ] |
| The Avengers           | 2012 | 157.614.553                           | Estados Unidos, Canadá, Brasil, Chile, China, Japão, México, Europa, Coreia          | Vingadores     | Marvel   | [ nota 13 ] |
| Black Panther          | 2018 | 126.325.768                           | Estados Unidos, Canadá, Europa, China, Coreia do Sul, Japão                          | Pantera Negra  | Marvel   | [ nota 14 ] |
| Spider-Man             | 2002 | 125.026.496                           | Estados Unidos, Canadá, Europa, América do Sul, Austrália, Japão, China, Seoul       | Homem-Aranha   | Marvel   | [ nota 15 ] |
| The Dark Knight Rises  | 2012 | 121.771.548                           | Mundialmente                                                                         | Batman         | DC       | [ 196 ]     |
| Superman: The Movie    | 1978 | 117.872.453                           | Mundialmente                                                                         | Superman       | DC       | [ nota 16 ] |
| The Dark Knight        | 2008 | 115.688.414                           | Estados Unidos, Canadá, Europa, Argentina, Austrália, Brasil, Coreia do Sul          | Batman         | DC       | [ nota 17 ] |
| Incredibles 2          | 2018 | 113.261.772                           | Estados Unidos, Canadá, Europa, China, Coreia do Sul                                 | Os Incríveis   | Pixar    | [ nota 18 ] |
| Spider-Man 2           | 2004 | 104.531.972                           | Estados Unidos, Canadá, Europa, Brasil, Japão, China, Coreia do Sul                  | Spider-Man     | Marvel   | [ nota 19 ] |
| The Incredibles        | 2004 | 42.030.000                            | Estados Unidos                                                                       | Os Incríveis   | Pixar    | [ 198 ]     |